# Niune
Vermutlich handelt es sich bei Niune (auch Herr Niuniu, Neune) um einen fahrenden Sänger, dessen Liederbuch in verschiedene Handschriften aufgenommen wurde. Ein Träger des Namens ist urkundlich nicht bezeugt. Zeitlich ordnet ihn die Forschung in die erste Hälfte des 13. Jahrhunderts ein.

Autorbild (Codex Manesse)

## Zur Überlieferung
Unter dem Namen Niune sind in der Kleinen Heidelberger Liederhandschrift (A, Bl. 21v–24v) ein Leich und 60 Liedstrophen überliefert. Der Leich und die ersten sieben Strophen finden sich in gleicher Reihenfolge auch im Codex Manesse (C, Bl. 319r–319v).
In A und C wird ein Großteil der Texte parallel auch anderen Autoren zugeordnet. Die Neidhart zugeordneten Lieder sind zudem in der Riedegger Handschrift (R) und in der Berliner Handschrift (c) zu finden. Allein neun Strophen (in der Tabelle fett gedruckt) sind ausschließlich im Niune-Korpus erhalten, werden einem Autor dieses Namens allerdings abgesprochen.
| Lieder bzw. Einzelstrophen | Strophen in A (unter Niune) | Parallelüberlieferung unter anderen Autornamen |
| -------------------------- | --------------------------- | ---------------------------------------------- |
| Leich                      | Leich                       | Rudolf von Rotenburg                           |
| I                          | 1–2                         | Kol von Niunzen                                |
| II                         | 3–7                         | Rudolf von Rotenburg                           |
| III                        | 8–9                         | Leuthold von Seven                             |
| IV                         | 10, 11, 12, 13              | Wachsmut von Künzingen                         |
| V                          | 14                          |                                                |
| VI                         | 15–19                       | Ulrich von Singenberg                          |
| VII                        | 20                          |                                                |
| VIII                       | 21–22                       |                                                |
| IX                         | 23                          |                                                |
| X                          | 24–28                       | Ulrich von Liechtenstein                       |
| XI                         | 29–31                       | Otto von Botenlauben                           |
| XII                        | 32–34                       | Markgraf von Hohenburg                         |
| XIII                       | 35–36                       | Waltram von Gresten                            |
| XIV                        | 37                          | Graf Rudolf von Fenis-Neuenburg                |
| XV                         | 38                          | Namenlos                                       |
| XVI                        | 39–41                       | Walther von der Vogelweide                     |
| XVII                       | 42                          | Walther von der Vogelweide                     |
| XVIII                      | 43                          |                                                |
| XIX                        | 44–45                       | Reinmar der Alte                               |
| XX                         | 46                          | Namenlos                                       |
| XXI                        | 47                          | Neidhart                                       |
| XXII                       | 48–50                       | Albrecht von Johansdorf                        |
| XXIII                      | 51–57                       | Neidhart                                       |
| XXIV                       | 58–59                       | Reinmar der Alte                               |
| XXV                        | 60                          | Reinmar der Alte                               |

## Zum Korpus

Ausschnitt aus dem Niune-Korpus (Kleine Heidelberger Liederhandschrift)

Der Textkorpus zeichnet sich vor allem durch seine Heterogenität aus. Es lassen sich weder inhaltlich noch formal besonders viele Gemeinsamkeiten finden, die einen Autor vermuten ließen. Neben der kunstvollen Gattung des Minneleichs finden sich sowohl altertümliche als auch obszöne Texte. Zehn der 25 Texte bestehen nur aus einer Strophe. Neben zahlreichen Minneklagen finden sich auch Frauen- und Tagelieder.
Besonders die Verschiedenartigkeit der Lieder stützt die These, dass es sich bei Niune um einen fahrenden Sänger oder Spielmann handelt, dessen Repertoireheft (möglicherweise editierte) Texte anderer Sänger enthält.